# 13196 Rogerssmith
13196 Rogerssmith (1997 CE8) là một tiểu hành tinh vành đai chính được phát hiện ngày 1 tháng 2 năm 1997 bởi Spacewatch ở Kitt Peak.